# Evarra bustamantei
La Carpa xochimilca (Evarra bustamantei) es una especie de pez de menos de 10 cm, endémica de la Cuenca de México de la familia de los Cyprinidae en el orden de los Cypriniformes. Se considera extinta por la desecación y contaminación de los lagos y el desarrollo urbano.

## Hábitat
Es un pez de agua dulce endémico del centro de México. Vivía en lagos y canales del gran Lago de Texcoco.

## Distribución geográfica
Se encontraba en el Lago de Texcoco en el centro de México.